# Sant Bartomeu (la Serra d'en Galceran)
L'Església Parroquial de Sant Bartomeu Apòstol o Bertomeu de la Serra d'en Galceran, a la comarca de la Plana Alta, és un temple catòlic catalogat, de manera genèrica, Bé de Rellevància Local segons la Disposició Addicional Cinquena de la Llei 5/2007, de 9 de febrer, de la Generalitat, de modificació de la Llei 4/1998, d'11 de juny, del Patrimoni Cultural Valencià (DOCV Núm. 5.449 / 13/02/2007); amb el codi: 12.05.105-001.

## Descripció

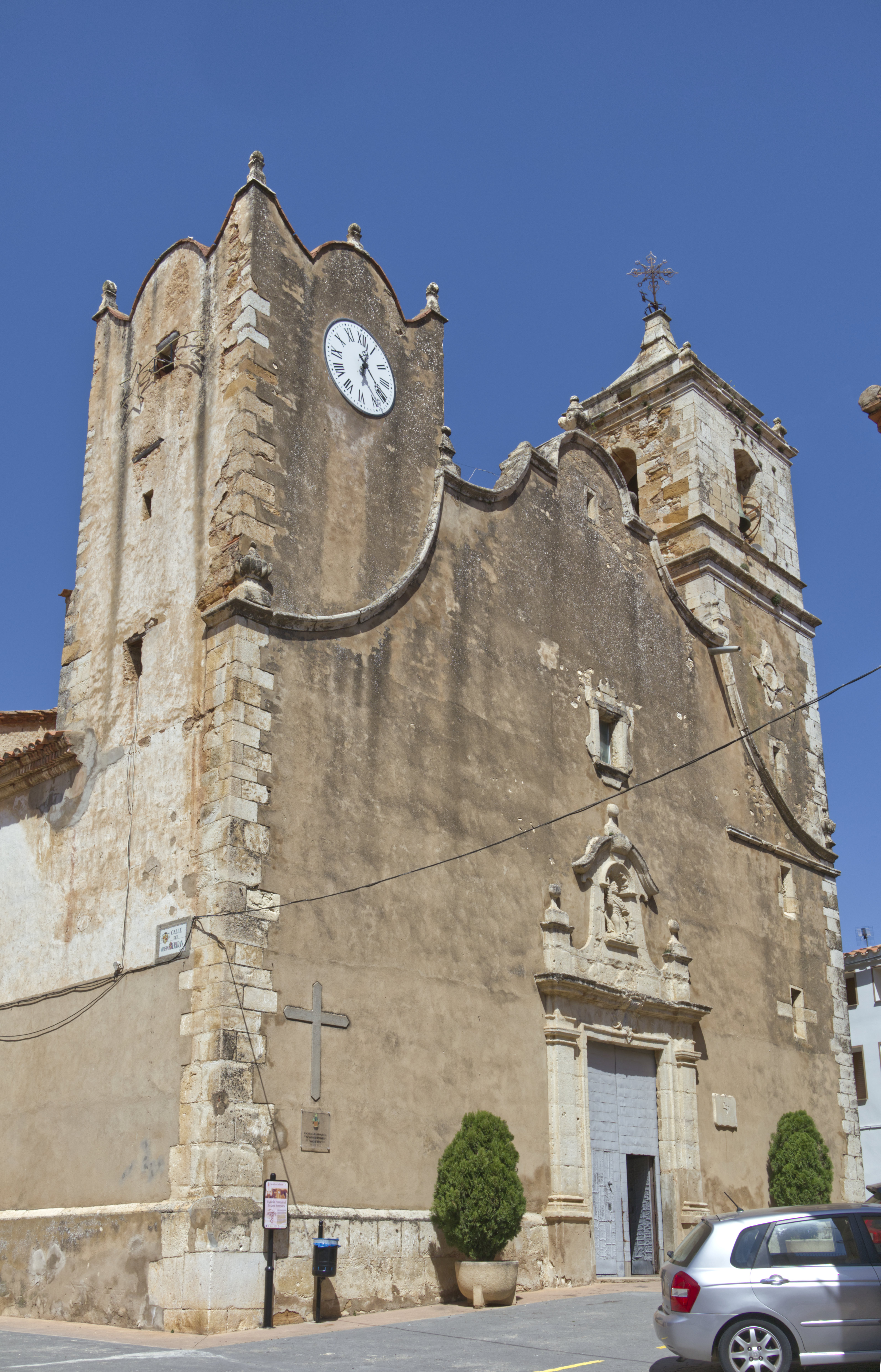
Façana de l'església

L'església se situa al centre del poble, al carrer Bisbe Beltrán. L'actual parròquia no és l'església més antiga del poble, ja que aquesta última es creu havia d'estar situada en el carrer Abadia, presentant la seva façana sud al cementiri. D'aquest temple antic se sap que durant la visita pastoral que el bisbe va realitzar l'any 1423, existia un altar major dedicat a Sant Bartomeu i altres altars laterals dedicats a Santa Maria i Sant Gregori.
L'edifici actual data del segle xvi i es va buscar per dirigir les obres al mestre francès Pere Bagués, el qual va morir abans d'acabar-les, raó per la qual van ser continuades pel mestre picapedrer Llatzer de Renyaga, de qui se sap va treballar també en la construcció de l'Ermita de La Mare de Déu dels Àngels de Sant Mateu (Castelló).
L'edifici va patir problemes d'humitats des de molt prompte, els quals es van fer molt notables en 1619, ja que podien observar-se en la façana nord, cosa que va portar a realitzar diverses intervencions i a modificar l'aspecte extern del temple recentment erigit i que li va conferir la seva estructura externa actual.
A l'interior del temple van treballar escultors i artistes de l'època, com l'escultor Vicente Candau responsable del presbiteri datat de 1764.
Les obres del temple van finalitzar de forma definitiva en 1767, any en el qual durant la celebració del dia de Sant Joaquim, 26 de juliol, es va celebrar en el temple una Eucaristia per primera vegada, que va ser seguida per una processó amb tots els honors. L'església parroquial manté un arxiu que data del segle xvi i que està censat en el Cens-Guia d'Arxius d'Espanya i Iberoamèrica.